# Biografielijst Wo

## Woc
- Bärbel Wöckel (1955), Duits atlete

## Wod
- Tereje Wodajo (1982), Ethiopisch atleet
- P.G. Wodehouse (1881-1975), Brits schrijver

## Woe
- Diana Woei (1965), Nederlands weervrouw
- Paul Woei (1938-2024), Surinaams beeldend kunstenaar en fotograaf
- Han Woerdman (1942-2020), een Nederlands natuurkundige en hoogleraar
- Margreet ter Woerds (1961), Nederlands journalist en filmproducent
- Carl Woese (1928-2012), Amerikaans microbioloog
- Tsering Woeser (1966), Chinees-Tibetaans schrijfster, dichteres en essayiste
- Rob Woestenborghs (1976), Belgisch duatleet

## Wog
- Terry Wogan (1938-2016), Iers-Brits presentator

## Woh
- David Wohl (1953), Amerikaans acteur en filmproducent
- Fabienne Wohlwend (1997), Liechtensteins autocoureur
- Gabriele Wohmann (1932-2015), Duits schrijfster

## Woi
- Max Woiski jr. (1930-2011), Surinaams-Nederlands zanger
- Max Woiski sr. (1911-1981), Surinaams-Nederlands musicus

## Woj

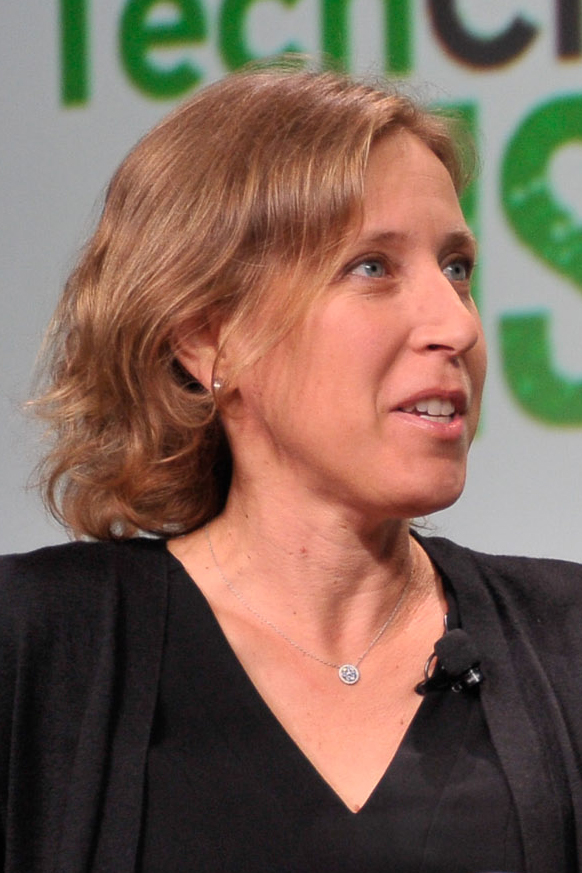
Susan Wojcicki in 2013

- Katarzyna Wójcicka (1980), Pools schaatsster
- Susan Wojcicki (1968-2024), Amerikaans zakenvrouw
- Paweł Wojciechowski (1989), Pools atleet
- Paweł Wojciechowski (1990), Pools voetballer
- Grzegorz Wojtkowiak (1984), Pools voetballer
- Karol Józef Wojtyla, bekend als Paus Johannes Paulus II, (1920-2005), Pools paus (1978-2005)

## Wok
- Marja Wokke (1957), Nederlands atlete

## Wol

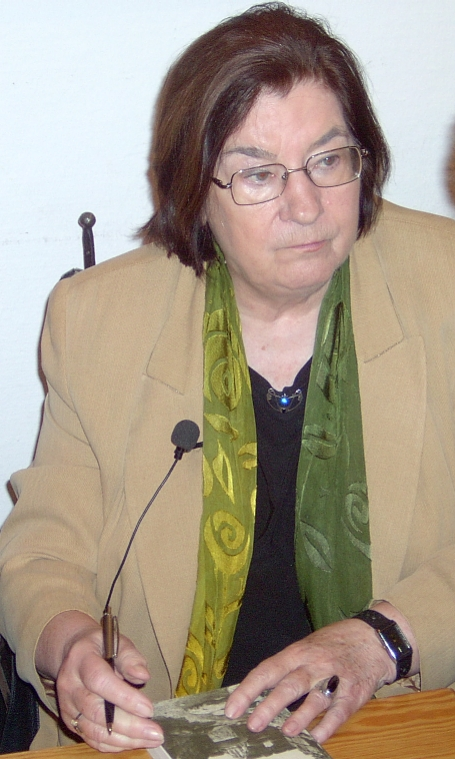
Christa Wolf (2007)

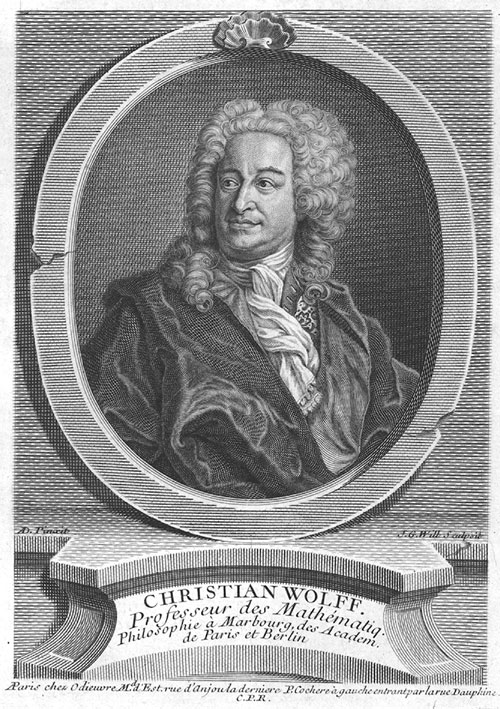
Christian Wolff (1679-1754)

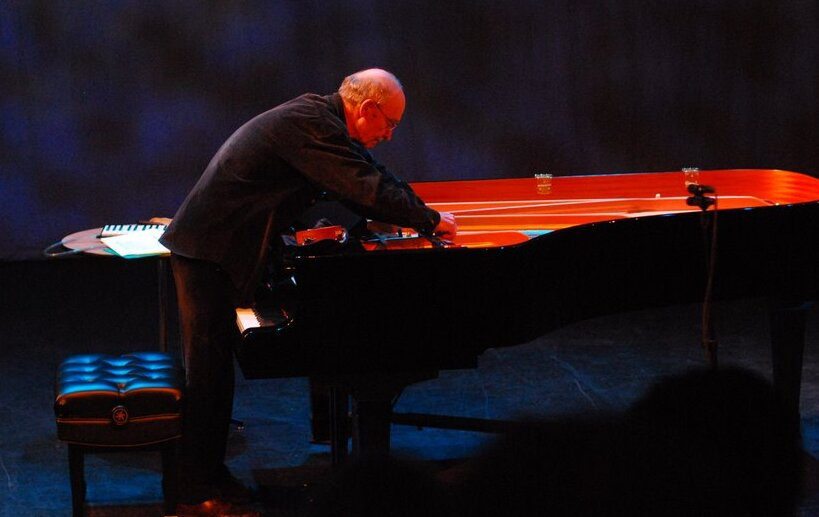
Christian Wolff en een geprepareerde piano (2007)

- Anka Wolbert (1963), Nederlands artieste
- Dawit Wolde (1991), Ethiopisch atleet
- Mamo Wolde (1932-2002), Ethiopisch atleet
- Millon Wolde (1979), Ethiopisch atleet
- Ruud ten Wolde (1992-2021), Nederlands televisiemaker en schrijver
- Johan Wolder (1922-2016), Nederlands hoorspelacteur en -regisseur
- Ab Wolders (1951), Nederlands bodybuilder, powerlifter en Sterkste Man van Nederland, Europa en de Wereld
- Christa Wolf (1929-2011), Duits schrijfster
- Edwin Wolf (1959), Surinaams politicus
- Henk Wolf (1973), Nederlands taalkundige
- Hugo Wolf (1860-1903), Oostenrijks componist
- Jenny Wolf (1979), Duits schaatsster
- Jissy de Wolf (1972), Nederlands roeister
- Lucas Wolf (1994), Duits autocoureur
- Markus Wolf (1923-2006), Oost-Duits geheim agent
- Max Wolf (1863-1932), Duits astronoom
- Nol Wolf (1903-1982), Nederlands atleet
- Notker Wolf (1940), Duits benedictijn en hardrocker
- Lam de Wolf (1949-2025), Nederlands kunstenaar
- Piet de Wolf (1921-2013), Nederlands voetbaltrainer
- Sigi Wolf (1936-2008), Surinaams theoloog en Surinamist
- Kees van der Wolf (1944-2014), Nederlands orthopedagoog en hoogleraar
- Karel van Wolferen (1941), Nederlands journalist en politicoloog
- Klaus Wolfermann (1946-2024), Duits atleet
- Adolphe Wolff (?), Belgisch beeldhouwer
- Alexander Draper Wolff (1997), Amerikaans acteur en drummer
- Bernard de Wolff (1955), Nederlands schilder
- Betje Wolff (1738-1804), Nederlands schrijfster
- Charles de Wolff (1932-2011), Nederlands organist en dirigent
- Christian Freiherr von Wolff (1679-1754), Duits rechtsgeleerde, filosoof en politiek denker
- Christian Wolff (1934), Amerikaans componist
- Christoph Wolff (1940), Duits musicoloog en musicus
- Cor Wolff (?), Nederlands topman van Shell en milieudeskundige
- Daniël Wolff (1650-1718), Nederlands militair
- Diana de Wolff (1959), Nederlands politica
- Enrique Wolff (1949), Argentijns voetballer en journalist
- Florian Wolff (1985), Nederlands singer-songwriter
- Frank Wolff (1928-1971), Amerikaans acteur
- Gustav Heinrich Wolff (1886-1934), Duitse beeldhouwer, schilder en graficus
- Ingrid Wolff (1964), Nederlands hockeyspeelster
- Jaap Wolff (1923-2012), Nederlands politicus
- Joop Wolff (1927-2007), Nederlands verzetsstrijder, journalist en politicus
- Karl Wolff (1900-1984), Duits SS-Obergruppenführer, generaal bij de Waffen-SS
- Leon de Wolff (1948-2014), Nederlands journalist, mediaconsultant en onderzoeker
- Michael Wolff (1952), Amerikaans jazzpianist, componist en singer-songwriter
- Milton Wolff (1915-2008), Amerikaans militair
- Nathaniel (Nat) Marvin Wolff (1994), Amerikaans acteur, zanger, songwriter, componist, bandleider en een keyboardspeler
- Pieter de Wolff (1911-2000), Nederlands ambtenaar
- Reinoud Wolff (1963), Nederlands hockeyspeler en -coach
- René Wolff (1978), Duits baanwielrenner en baanwielrencoach
- Riem de Wolff (1943-2017), Nederlands-Indonesisch artiest
- Ruud de Wolff (1941-2000), Nederlands-Indonesisch gitarist, zanger en lid van de groep The Blue Diamonds
- Salomon de Wolff (1878-1960), Nederlands econoom en politicus
- Susie Wolff (1982), Schots autocoureur
- Victoria Wolff (1903-1992), Duits schrijfster
- Magnus Wolff Eikrem (1990), Noors voetballer
- Charles Prosper Wolff Schoemaker (1882-1949), Nederlands architect
- Hans Wolff Schonat (1614-ca. 1673), Duits orgelbouwer
- Gerrit-Jan Wolffensperger (1944), Nederlands politicus
- Ivan Wolffers (1948-2022), Nederlands schrijver, arts en hoogleraar
- Michael Wolfgramm, (1953), Oost-Duits roeier
- Artus Wolffort (1581-1641), Belgisch kunstschilder
- Franz-Josef Wolfframm (1934-2015), Duits voetballer
- René Wolffs (1965), Nederlands voetballer
- Wolfman Jack, pseudoniem van Robert Weston Smith, (1938-1995), Amerikaans diskjockey
- Paul Wolfowitz (1943), Amerikaans politicus
- Antoon Wolfs (1896-1973), Belgisch syndicalist en politicus
- Hubert Wolfs (1899-1937), Belgisch kunstschilder
- Jacques (Sjaak, Sjakie) Wolfs (1931-2008), Nederlands materiaalman van de Amsterdamse voetbalclub Ajax
- Jef Wolfs (1910-1982), Nederlands politicus
- Julien Wolfs (1983), Belgisch klavecimbelspeler
- Noémie Wolfs (1988), Belgisch zangeres
- Odile Wolfs (1952), Nederlands politica
- Pjotr Wolfs (1997), Belgisch acteur, zanger en regisseur
- Aleid Wolfsen (1960), Nederlands rechter en politicus
- Rolf Wolfshohl (1938-2024), Duits wielrenner
- Beppe Wolgers (1928-1986), Zweeds acteur, schrijver, componist en regisseur
- Jan Wolkers (1925-2007), Nederlands schrijver, columnist, kunstenaar, beeldhouwer en kunstschilder
- Bert Wollants (1979), Belgisch politicus
- William Hyde Wollaston (1766-1828), Engels schei- en natuurkundige
- Lenny Wolpe, Amerikaans acteur
- Wolraad II van Waldeck-Eisenberg (1509-1578), Duits graaf
- Wolraad III van Waldeck-Eisenberg (1562-1587), Duits graaf en militair
- Wolraad IV van Waldeck-Eisenberg (1588-1640), Duits graaf
- Gerrit Wolsink (1947), Nederlands motorcross-racer
- Cecelia Wolstenholme (1915-1968), Brits zwemster
- Woolly Wolstenholme (1947-2010), Brits musicus
- Ralf Wolter (1926-2022), Duits acteur
- Frans Wolters (1943-2005), Nederlands politicus
- Nol Wolters (1912-1994), Nederlands politiefunctionaris
- Thijs Wöltgens (1943-2008), Nederlands politicus en bestuurder
- Lodewijk Woltjer (1930-2019), Nederlands astronoom

## Won

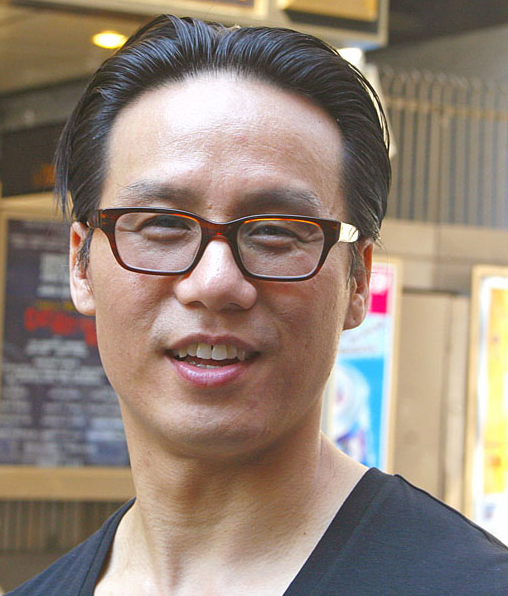
B.D. Wong

- Stevie Wonder (1950), Amerikaans soulmusicus
- Anna May Wong (1905-1961), Amerikaans filmactrice
- Bradley Darry (B.D.) Wong (1960), Amerikaans acteur
- Benedict Wong (1971), Brits acteur
- Jadyn Wong (1985), Canadees actrice
- Sunny Wong (1978), Hongkongs autocoureur
- Wong Choong Hann (1977), Maleisisch badmintonner
- Dolf Wong Lun Hing (1921-2017), Nederlands beeldhouwer en tekenaar
- Wong Wan Yiu Jamie (1986), Hongkongs wielrenner
- Rong Wongsawan (1932-2009), Thais schrijver
- Somchai Wongsawat (1947), Thais advocaat, rechter, ambtenaar en politicus (o.a. premier)

## Woo

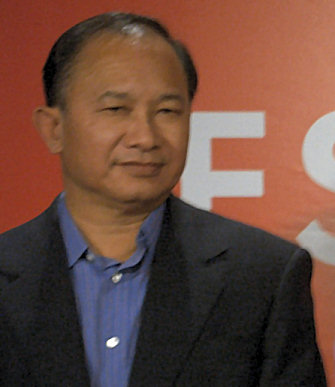
John Woo

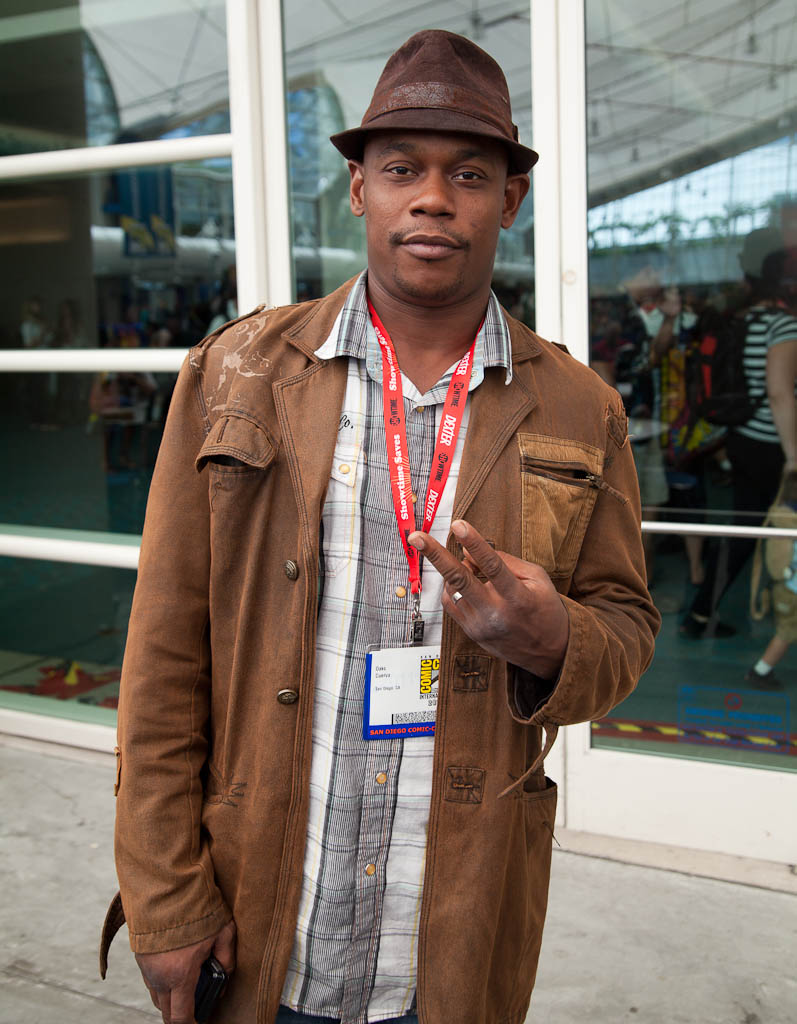
Bokeem Woodbine

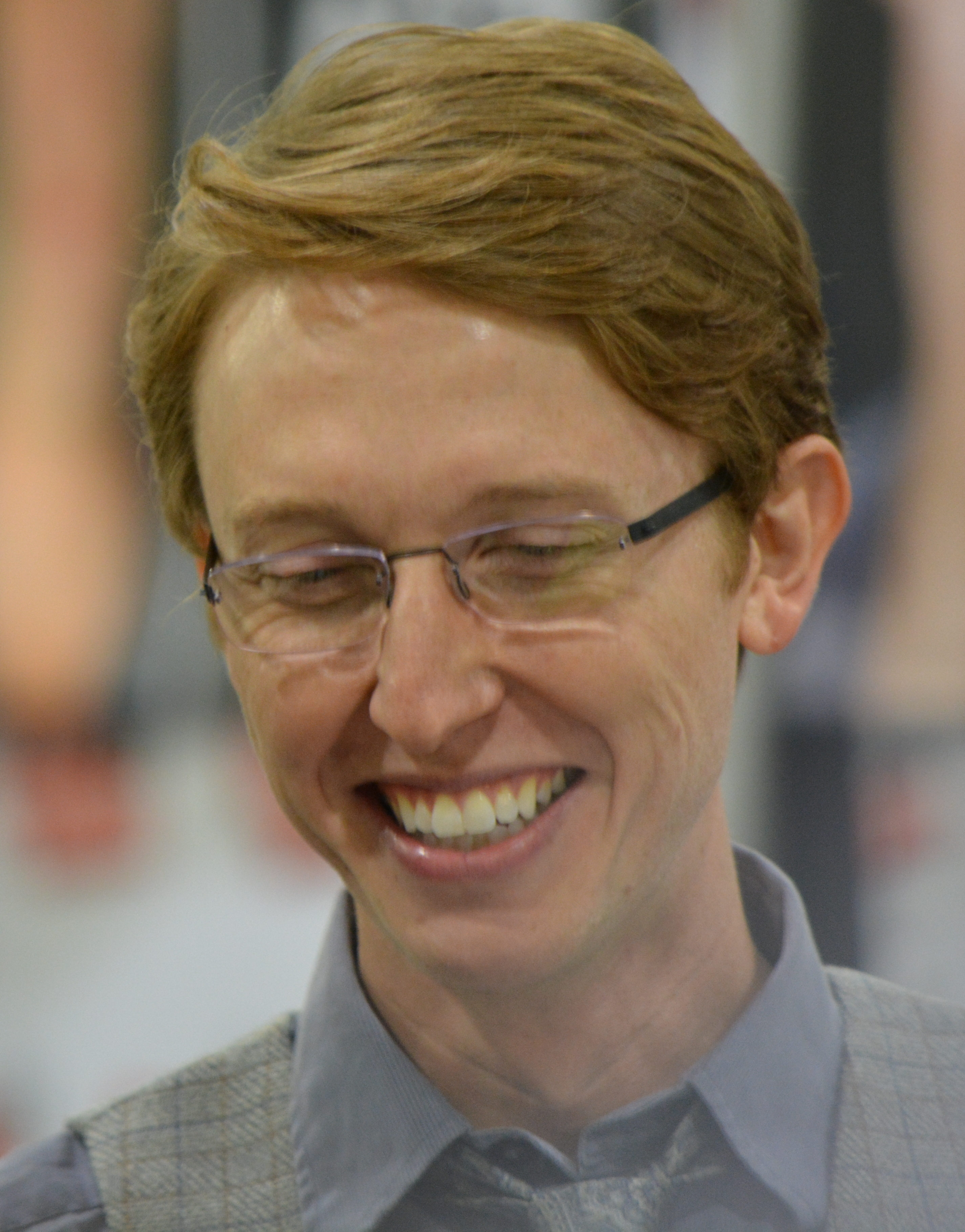
Jordan Woods-Robinson, 2016

- John Woo (1946), Chinees filmregisseur
- Brenton Wood (1941-2025), Amerikaans zanger en songwriter
- Caitlin Wood (1997), Australisch autocoureur
- Charles Wood (1866-1926), Brits componist
- Edward Frederick Lindley Wood (Lord Halifax) (1881-1959), Brits politicus
- Elijah Wood (1981), Amerikaans acteur
- Evan Rachel Wood (1987), Amerikaans actrice
- Frank Wood (1960), Amerikaans acteur
- Henry Wood (1869-1944), Brits componist en dirigent
- Mervyn Wood (1917-2006), Australisch roeier
- Ron Wood (1947), Brits musicus
- Alfre Ette Woodard (1952), Amerikaans actrice
- Charlayne Woodard (1953), Amerikaans actrice
- Bokeem Woodbine (1973), Amerikaans acteur en muzikant
- Danny Woodburn (1964), Amerikaans acteur
- Tony Woodcock (1955), Engels voetballer
- Jonathan Woodgate (1980), Engels voetballer
- Callum Woodhouse (1994), Brits acteur
- John Woodhouse (1922-2001), Nederlands accordeonist
- Victoria Woodhull (1838-1927), Amerikaans activiste en politica
- Norman Woodland (1921-2012), Amerikaans uitvinder
- Francesca Woodman (1958-1981), Amerikaans fotografe
- Mick Woodmansey (1950), Brits drummer
- John Woodruff (1915-2007), Amerikaans atleet
- Chris Woods (1959), Engels voetballer
- Christine Woods (1983), Amerikaanse actrice
- Dean Woods (1966-2022), Australisch wielrenner
- Ilene Woods (1929-2010), Amerikaans actrice
- James Woods (1947), Amerikaans acteur
- James Woods (1992), Brits freestyleskiër
- Joseph Woods (1776-1864), Brits architect en botanicus
- Leona Woods (1919-1986), Amerikaans natuurkundige
- Michael Woods, Brits tranceproducer
- Slick Woods (1996), Amerikaans model
- Stuart Woods (1938-2022), Amerikaans auteur
- Tiger Woods (1975), Amerikaans golfer
- Jordan Woods-Robinson (1985), Amerikaanse acteur en muzikant
- Bob Woodward (1943), Amerikaans journalist en auteur
- Joanne Woodward (1930), Amerikaans actrice
- Robert Burns Woodward (1917-1979), Amerikaans organisch chemicus en Nobelprijswinnaar
- Sarah Woodward (1963), Brits actrice
- Shannon Woodward (1984), Amerikaans actrice
- Anna Marie Wooldridge (1930-2010), Amerikaans jazz-zangeres, liedjesschrijfster en actrice
- Eric Woolfson (1945-2009), Schots muzikant en componist
- Leonard Woolley (1880-1960), Brits archeoloog
- Bob Woolmer (1948-2007), Engels cricketspeler en -coach
- Michael Woolson, Amerikaans acteur en acteurcoach
- Nordin Wooter (1976), Nederlands voetballer

## Wor

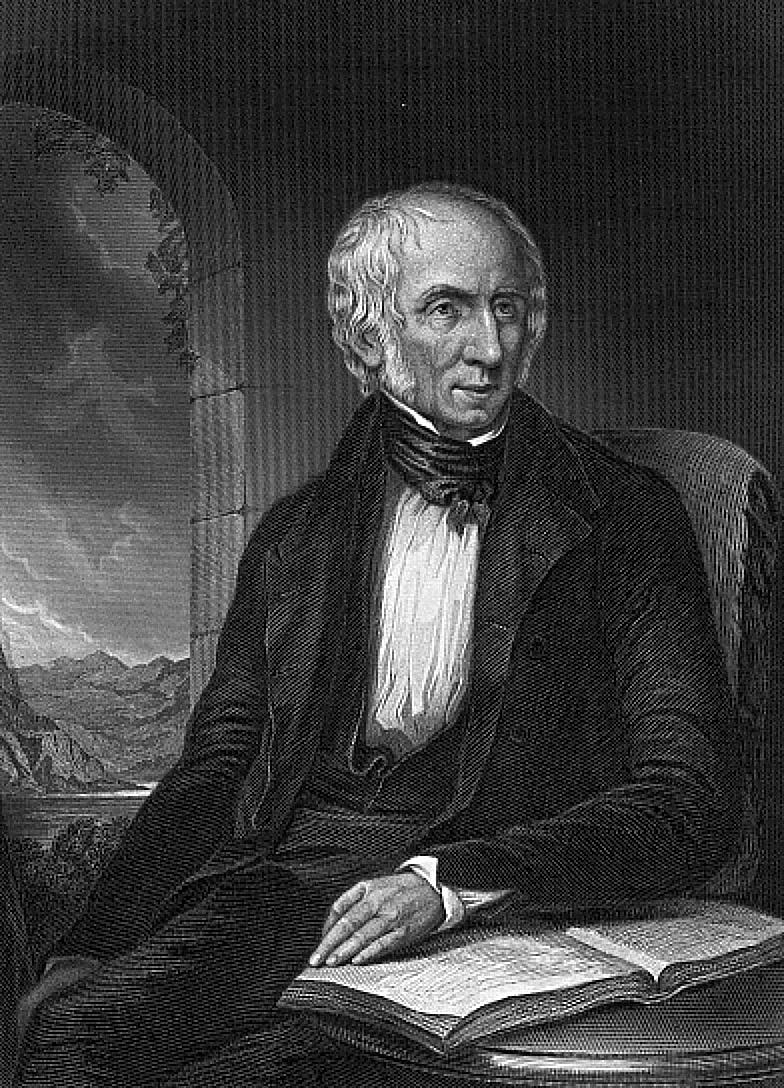
William Wordsworth

- Phongsi Woranut (1939-2025), Thais zangeres
- William Wordsworth (1770-1850), Brits dichter
- Niki Wories (1996), Nederlands kunstschaatsster
- Ester Workel (1975), Nederlands roeister
- Ayelech Worku (1979), Ethiopisch atlete
- Tessa Worley (1989), Frans alpineskiester
- Rutger Worm (1986), Nederlands voetballer
- Gerrit Wormgoor (1940), Nederlands waterpolospeler
- Gerrit Wormmeester (1932), Nederlands directeur, transportkenner en hoogleraar
- Anna Wörner (1989), Duits freestyleskiester
- Christian Wörns (1972), Duits voetballer
- Denis John Worrall (1935-2023), Zuid-Afrikaans geleerde, zakenman, diplomaat en politicus
- Joe Worrall (1997), Engels voetballer
- Joop Worrell (1938-2022), Nederlands politicus en burgemeester
- Kelsi Worrell (1994), Amerikaans zwemster
- Jens Jacob Worsaae (1821-1885), Deens archeoloog
- Jan Worst (1928-2015), Nederlands oogarts
- Kay Worthington (1959), Canadees roeister
- Hendrik Wortman (1859-1939), Nederlands ambtenaar en waterbouwkundige

## Wot
- Mandy Wötzel (1973), Duits kunstschaatsster

## Wou
- Adrianus Maria (Ad) van der Woude (1932-2008), Nederlands historicus en hoogleraar
- Hans van der Woude (1950), Nederlands kleinkunstenaar
- Hans van der Woude (1979), Nederlands voetballer
- Jim van der Woude (1948-2023), Nederlands acteur
- Willem van der Woude (1876-1974), Nederlands wiskundige
- Renate Wouden (1949-2023), Surinaams vakbondsleider en vrouwenrechtenstrijder
- Romeo Wouden (1970), Nederlands voetballer
- Gert Jan van Woudenberg (1951), Nederlands roeier
- Jan-Willem van Woudenberg (1948), Nederlands roeier
- Helmert Woudenberg (1945-2023), Nederlands acteur en regisseur
- Anne Woudwijk (1952), Nederlands beeldhouwer
- Roelie Woudwijk (1979), Nederlands beeldend kunstenaar
- Wouter I van Vexin (+987), Graaf van Amiens (944-987)
- Wouter II van Vexin (+1024), Graaf van Amiens (987-1024)
- Ab Wouters (1918-1990), Nederlands kunstenaar
- Ad Wouters (1917-2001), Nederlands amateur-archeoloog en onderwijzer
- Ad Wouters (1944), Nederlands kunstenaar
- Adri Wouters (1946), Nederlands wielrenner
- Cathalijn Wouters (1955), Nederlands kunstenares
- Cornelius Wouters (ca. 1500-na 1577), Vlaams kanunnik en humanist
- Dieter Wouters (1979), Belgisch politicus
- Dimitri Wouters (1984), Belgisch dj en muziekproducent
- Dries Wouters (1997), Belgisch voetballer
- Edouard Wouters (1830-1876), Belgisch politicus
- Eduard Wouters (1865-1952), Belgisch industrieel en politicus
- Edward Pierre Wouters (1836-1933), Belgisch kunstschilder
- Egied Wouters (1911-1986), Belgisch notaris en politicus
- Elke Wouters (1986), Belgisch politica
- Enzo Wouters (1996), Belgisch wielrenner
- Frans Wouters (1612-1659), Zuid-Nederlands kunstschilder
- Gustaaf Wouters (1872-?), Belgisch notaris en politicus
- Henk Wouters (1927-2010), Nederlands politicus
- Herman Wouters (1940), Belgisch politicus
- Hugo Wouters (1931-1975), Belgisch dichter, bekend onder het pseudoniem Hugues C. Pernath
- Jan Wouters (1908-2001), Belgisch glazenier
- Jan Wouters (1960), Nederlands voetballer
- Jean de Wouters (1905-1973), Belgisch uitvinder en aerodynamisch ingenieur
- Jeltien Kraaijeveld-Wouters (1932-2025), Nederlands onderwijzeres en politica
- Joop Wouters (1942), Nederlands beeldhouwer
- Jos Wouters (1959), Belgisch norbertijn en abt
- Joseph Wouters (1942), Belgisch wielrenner
- Jozef Wouters (1986), Belgisch decorontwerper
- Jürgen Wouters (1981), Nederlands badmintonspeler
- Jurriaan Wouters (1993), Nederlands atleet
- Karel Louis Joseph Wouters (1895-1963), Nederlands politicus
- Katrin Wouters (?), Belgisch edelsmid en sieraadontwerpster
- Leo Wouters (1902-1987), Belgisch politicus
- Leo Wouters (1930-2015), Belgisch voetballer
- Leo Wouters (1967), Belgisch trompettist
- Liliane Wouters (1930-2016), Belgisch dichteres, dramaschrijver, anthologiste en essayiste
- Lode Wouters (1930-2011), Belgisch architect en stedenbouwkundige
- Louis "Lode" Wouters (1929-2014), Belgisch wielrenner
- Louis Wouters (1921-1999), Belgisch jurist en voetbalbestuurder
- Luc Wouters (1969), Belgisch voetbalscheidsrechter en politicus
- Luuk Wouters (1999), Nederlands voetballer
- Marlène de Wouters (1963), Belgisch televisiepersoonlijkheid, presentatrice, auteur en tennisster
- Maurice Wouters (?), Belgisch acteur
- Mieketine Wouters (1969), Nederlands hockeyster
- Nathan Wouters (1989), Belgisch contrabassist
- Peter Wouters (1967), Belgisch politicus
- Peter Wouters (1970), Belgisch bestuurder
- Rik Wouters (1882-1916), Belgisch kunstenaar
- Rik Wouters (1942), Nederlands wielrenner
- Rolf Wouters (1963), Nederlands televisiepresentator
- Roos Wouters (1974), Nederlands politicologe en columniste
- Sieben Wouters (1996), Nederlands wielrenner
- Sofie Joan Wouters (1985), Belgisch actrice
- Suzy Wouters (1968), Belgisch politica
- Thierry Wouters (1979), Belgisch zwemmer
- Ton Wouters (1958), Nederlands voetballer
- Veerle Wouters (1974), Belgisch politica
- Wilm Wouters (1887-1957), Nederlands kunstschilder
- Wim Wouters (1961), Nederlands ambtenaar en politicus
- Fernand de Wouters d'Oplinter (1868-1942), Belgisch politicus
- Jean de Wouters d'Oplinter (1905-1973), Belgisch uitvinder en aerodynamisch ingenieur
- Jean-Lambert de Wouters d'Oplinter (1743-1824), Zuid-Nederlands edelman en politicus
- Léon de Wouters d'Oplinter (1817-1871), Belgisch politicus
- Marlène de Wouters d'Oplinter (1963), Belgisch televisiepersoonlijkheid, presentatrice, auteur en tennisster
- Philippe de Wouters d'Oplinter (1783-1856), Zuid-Nederlands en Belgisch politicus
- Cornélie Wouters de Vassé (1737-1802), Zuid-Nederlands schrijfster
- Harry Wouters van den Oudenweijer (1933-2020), Nederlands ruiter
- Harry Wouters van den Oudenweijer (1977), Nederlands klarinettist
- Jan Wouters van Vieringen (1549-1598), Zuid-Nederlands arts, schrijver en hoogleraar
- Jack Wouterse (1957), Nederlands acteur
- Koen Wouterse (1979), Nederlands acteur
- Elsa Woutersen-van Doesburgh (1875-1957), Nederlands kunstenares
- Loes Wouterson (1963), Nederlands actrice, schrijfster en teamroltrainster
- Harry Wouters van den Oudenweijer (1933-2020), Nederlands springruiter
- Siegfried Adolf Wouthuysen (1916-1996), Nederlands natuurkundige en hoogleraar
- Sjoerd van de Wouw (1969), Nederlands bioloog/diergedragswetenschapper en dierenrechtenactivist
- Boelhouwer van Wouwe (1939-2017), Nederlands burgemeester

## Wow
- Klaus Wowereit (1953), Duits politicus

## Woz
- Caroline Wozniacki (1990), Deens tennisster
- Aleksandra Wozniak (1987), Canadees tennisster